# Легка атлетика на літніх Олімпійських іграх 2016 — біг на 400 метрів з бар'єрами (жінки)
Змагання з легкої атлетики в бігові на 400 метрів з бар'єрами серед жінок на літніх Олімпійських іграх 2016 пройшли від 15 до 18 серпня на Олімпійському стадіоні Жоао Авеланжа.

## Рекорди
Станом на 15 серпня 2016 світовий і олімпійський рекорди були такими:
| Світовий рекорд     | Юлія Печонкіна (RUS) | 52.34 | Тула, Росія  | 8 серпня 2003  |
| Олімпійський рекорд | Мелейн Вокер (JAM)   | 52.64 | Пекін, Китай | 20 серпня 2008 |

## Розклад змагань
Час місцевий (UTC−3).
| Дата                 | Час   | Раунд            |
| -------------------- | ----- | ---------------- |
| Понеділок, 15 серпня | 21:30 | Попередні забіги |
| Вівторок, 16 серпня  | 21:10 | Півфінали        |
| Четвер, 18 серпня    | 22:15 | Фінал            |

## Результати

### Попередні забіги
У півфінали проходять перші троє спортсменок з кожного забігу (Q), а також шестеро найшвидших крім них (q).

#### Забіг 1
| Місце | Доріжка | Спортсменка          | Країна          | Час   | Примітки |
| ----- | ------- | -------------------- | --------------- | ----- | -------- |
| 1     | 7       | Рістананна Трейсі    | Ямайка (JAM)    | 54.88 | Q        |
| 2     | 4       | Зузана Гейнова       | Чехія (CZE)     | 55.54 | Q        |
| 3     | 1       | Айоміде Фолорунсо    | Італія (ITA)    | 55.78 | Q        |
| 4     | 6       | Стіна Трост          | Данія (DEN)     | 56.06 | q        |
| 5     | 2       | Сідні Мак-Лафлін     | США (USA)       | 56.32 | q        |
| 6     | 3       | Петра Фонтаніве      | Швейцарія (SUI) | 56.80 |          |
| 7     | 8       | Зуріан Хечаварріа    | Куба (CUB)      | 57.28 |          |
| 8     | 5       | Маурін Джелагат Майо | Кенія (KEN)     | 57.97 |          |

#### Забіг 2
| Місце | Доріжка | Спортсменка     | Країна                   | Час     | Примітки |
| ----- | ------- | --------------- | ------------------------ | ------- | -------- |
| 1     | 7       | Йоанна Лінкевич | Польща (POL)             | 56.07   | Q        |
| 2     | 3       | Дженів Расселл  | Ямайка (JAM)             | 56.13   | Q        |
| 3     | 6       | Грейс Клекстон  | Пуерто-Рико (PUR)        | 56.40   | Q        |
| 4     | 8       | Тіа-Адана Белле | Барбадос (BAR)           | 56.68   |          |
| 5     | 2       | Спаркл Макнайт  | Тринідад і Тобаго (TTO)  | 56.80   |          |
| 6     | 4       | Джекі Бауманн   | Німеччина (GER)          | 59.04   |          |
| 7     | 5       | Дріта Ісламі    | Північна Македонія (MKD) | 1:01.18 |          |
| 8     | 1       | Шаніс Чейз      | Канада (CAN)             | 1:02.83 |          |

#### Забіг 3
| Місце | Доріжка | Спортсменка     | Країна          | Час     | Примітки |
| ----- | ------- | --------------- | --------------- | ------- | -------- |
| 1     | 5       | Ешлі Спенсер    | США (USA)       | 55.12   | Q        |
| 2     | 6       | Вікторія Ткачук | Україна (UKR)   | 56.14   | Q        |
| 3     | 8       | Деніса Росолова | Чехія (CZE)     | 56.36   | Q        |
| 4     | 1       | Леа Шпрунгер    | Швейцарія (SUI) | 56.58   |          |
| 5     | 3       | Амалія Юель     | Норвегія (NOR)  | 56.75   |          |
| 6     | 4       | Хайят Ламбаркі  | Марокко (MAR)   | 1:00.83 |          |
| 7     | 2       | Ліліт Арутюнян  | Вірменія (ARM)  | 1:03.13 |          |
|       | 7       | Ліа Ньюджент    | Ямайка (JAM)    | DQ      |          |

#### Забіг 4
| Місце | Доріжка | Спортсменка        | Країна                  | Час   | Примітки |
| ----- | ------- | ------------------ | ----------------------- | ----- | -------- |
| 1     | 5       | Сара Петерсен      | Данія (DEN)             | 55.20 | Q        |
| 2     | 1       | Венда Нел          | ПАР (RSA)               | 55.55 | Q        |
| 3     | 4       | Емілія Анкевич     | Польща (POL)            | 55.89 | Q        |
| 4     | 7       | Ядіслейді Педросо  | Італія (ITA)            | 55.91 | q        |
| 5     | 3       | Джанейл Белліль    | Тринідад і Тобаго (TTO) | 56.25 | q        |
| 6     | 2       | Катерина Бєланович | Білорусь (BLR)          | 56.55 | q        |
| 7     | 8       | Аксель Даувенс     | Бельгія (BEL)           | 57.68 |          |
| 8     | 6       | Гуфран Альмохамад  | Сирія (SYR)             | 58.85 |          |

#### Забіг 5
| Місце | Доріжка | Спортсменка      | Країна           | Час     | Примітки |
| ----- | ------- | ---------------- | ---------------- | ------- | -------- |
| 1     | 3       | Далайла Мухаммад | США (USA)        | 55.33   | Q        |
| 2     | 7       | Ноель Монткальм  | Канада (CAN)     | 56.07   | Q        |
| 3     | 6       | Анна Тітімець    | Україна (UKR)    | 56.24   | Q        |
| 4     | 1       | Лорен Боден      | Австралія (AUS)  | 56.26   | q        |
| 5     | 2       | Фара Анашарсіс   | Франція (FRA)    | 56.64   |          |
| 6     | 4       | Вера Барбоса     | Португалія (POR) | 57.28   |          |
| 7     | 5       | Тхі Хюєн Нгуєн   | В'єтнам (VIE)    | 57.87   |          |
| 8     | 8       | Наталія Асанова  | Узбекистан (UZB) | 1:02.37 |          |

#### Забіг 6
| Місце | Доріжка | Спортсменка         | Країна                | Час   | Примітки |
| ----- | ------- | ------------------- | --------------------- | ----- | -------- |
| 1     | 6       | Ейлід Дойл          | Велика Британія (GBR) | 55.46 | Q        |
| 2     | 1       | Сейдж Вотсон        | Канада (CAN)          | 55.93 | Q        |
| 3     | 3       | Олена Колесніченко  | Україна (UKR)         | 56.61 | Q        |
| 4     | 2       | Амака Окоегбунам    | Нігерія (NGR)         | 56.96 |          |
| 5     | 5       | Сатомі Кубокура     | Японія (JPN)          | 57.34 |          |
| 6     | 8       | Марчіа Каравеллі    | Італія (ITA)          | 57.77 |          |
| 7     | 7       | Шаролін Скотт       | Коста-Рика (CRC)      | 58.27 |          |
| 8     | 4       | Олександра Романова | Казахстан (KAZ)       | 59.36 |          |

### Півфінали
У фінал виходять по двоє перших учасниць з кожного забігу (Q), а також двоє найшвидших серед решти спортсменок (q).

#### Забіг 1
| Місце | Доріжка | Спортсменка        | Країна        | Час   | Примітки |
| ----- | ------- | ------------------ | ------------- | ----- | -------- |
| 1     | 4       | Зузана Гейнова     | Чехія (CZE)   | 54.55 | Q, SB    |
| 2     | 5       | Рістананна Трейсі  | Ямайка (JAM)  | 54.80 | Q        |
| 3     | 6       | Йоанна Лінкевич    | Польща (POL)  | 55.35 |          |
| 4     | 1       | Стіна Трост        | Данія (DEN)   | 56.00 | SB       |
| 5     | 2       | Сідні Мак-Лафлін   | США (USA)     | 56.22 |          |
| 6     | 3       | Ноель Монткальм    | Канада (CAN)  | 56.28 |          |
| 7     | 7       | Айоміде Фолорунсо  | Італія (ITA)  | 56.37 |          |
| 8     | 8       | Олена Колесніченко | Україна (UKR) | 56.77 |          |

#### Забіг 2
| Місце | Доріжка | Спортсменка       | Країна                | Час   | Примітки |
| ----- | ------- | ----------------- | --------------------- | ----- | -------- |
| 1     | 5       | Ешлі Спенсер      | США (USA)             | 54.87 | Q        |
| 2     | 4       | Дженів Расселл    | Ямайка (JAM)          | 54.92 | Q        |
| 3     | 3       | Ейлід Дойл        | Велика Британія (GBR) | 54.99 | q        |
| 4     | 7       | Анна Тітімець     | Україна (UKR)         | 55.27 |          |
| 5     | 1       | Ядіслейді Педросо | Італія (ITA)          | 55.78 | SB       |
| 6     | 6       | Венда Нел         | ПАР (RSA)             | 55.83 |          |
| 7     | 8       | Емілія Анкевич    | Польща (POL)          | 56.99 |          |
| 8     | 2       | Деніса Росолова   | Чехія (CZE)           | 57.39 |          |

#### Забіг 3
| Місце | Доріжка | Спортсменка      | Країна                  | Час   | Примітки |
| ----- | ------- | ---------------- | ----------------------- | ----- | -------- |
| 1     | 3       | Далайла Мухаммад | США (USA)               | 53.89 | Q        |
| 2     | 5       | Сара Петерсен    | Данія (DEN)             | 54.55 | Q        |
| 3     | 6       | Ліа Ньюджент     | Ямайка (JAM)            | 54.98 | q, PB    |
| 4     | 4       | Сейдж Вотсон     | Канада (CAN)            | 55.44 |          |
| 5     | 7       | Грейс Клекстон   | Пуерто-Рико (PUR)       | 55.85 | PB       |
| 6     | 2       | Джанейл Белліль  | Тринідад і Тобаго (TTO) | 56.06 | SB       |
| 7     | 1       | Лорен Боден      | Австралія (AUS)         | 56.83 |          |
| 8     | 8       | Вікторія Ткачук  | Україна (UKR)           | 56.87 |          |

### Фінал
| Місце | Доріжка | Спортсменка       | Країна                | Час   | Примітки |
| ----- | ------- | ----------------- | --------------------- | ----- | -------- |
| 1     | 3       | Далайла Мухаммад  | США (USA)             | 53.13 |          |
| 2     | 4       | Сара Петерсен     | Данія (DEN)           | 53.55 |          |
| 3     | 5       | Ешлі Спенсер      | США (USA)             | 53.72 | PB       |
| 4     | 6       | Зузана Гейнова    | Чехія (CZE)           | 53.92 | SB       |
| 5     | 7       | Рістананна Трейсі | Ямайка (JAM)          | 54.15 | PB       |
| 6     | 2       | Ліа Ньюджент      | Ямайка (JAM)          | 54.45 | PB       |
| 7     | 8       | Дженів Расселл    | Ямайка (JAM)          | 54.56 |          |
| 8     | 1       | Ейлід Дойл        | Велика Британія (GBR) | 54.61 |          |